# چویی یو-جونگ (خواننده)
چویی یو-جونگ (به کره‌ای: 최유정)، شناخته شده با نام مستعار یوجونگ (به کره‌ای: 최유) (زاده ۱۲ نوامبر ۱۹۹۹)، یک خواننده و ترانه‌سرا اهل کره جنوبی است که زیر نظر کمپانی فنتجیو است.